# Quartier de la Bourse (Strasbourg)
Pour les articles homonymes, voir Quartier de la Bourse.
Le quartier de la Bourse est un quartier de Strasbourg, situé au sud de la Grande Île du centre-ville.

## Localisation
Administrativement, le quartier fait partie du 1er Canton de Strasbourg. Il appartient à un ensemble de quartiers formant le sud du centre-ville. 
Ses limites sont l'Ill, les rues d'Austerlitz, des Orphelins et de Zurich au nord, les rues de l'Hôpital Militaire et de Lausanne à l'est, le quai Fustel de Coulanges au sud, l'Hôpital civil à l'ouest.

## Historique

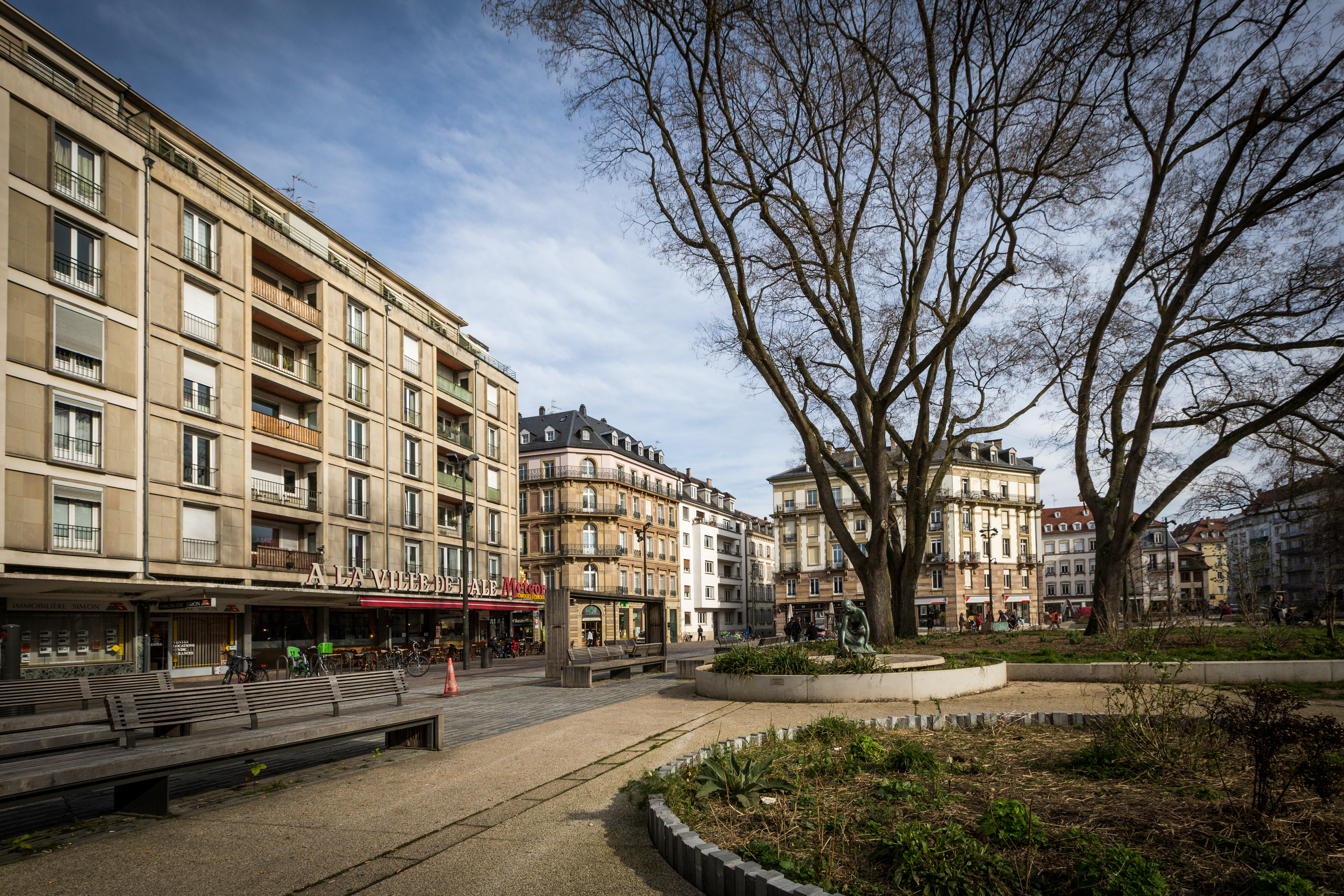
La place d'Austerlitz.

La partie ouest du quartier, est née de la réalisation de la Grande-Percée, projet urbain de modernisation du centre historique de Strasbourg, entre 1910 et 1960. La rue de la 1re Armée, qui traverse du nord au sud toute cette partie du quartier en est une réalisation.

L'autre partie, à l'Est du quartier, est appelée quartier Suisse en raison du nom de ses rues (Berne, Genève, Lausanne, Lucerne, Soleure, etc.). Il s'agit d'une extension urbaine de la Neustadt qui a été planifiée à la suite de la démolition en 1909 de la caserne d'artillerie et de la fortification du XVIIe siècle.
Le quartier doit son nom au bâtiment de la Bourse, situé place du Maréchal de Lattre de Tassigny, qui fut commencé en 1914 et inauguré en 1923. Nombre de Strasbourgeois appellent d'ailleurs cette place « place de la Bourse ». Ce bâtiment abrite aujourd'hui des bureaux de l'eurométropole, une poste, la maison des syndicats, une salle des fêtes et un restaurant.